# Édition du Caire
L’Édition du Caire est une édition du texte coranique faisant référence dans le monde musulman, publiée sous le gouvernement du roi Fouad Ier au Caire en 1924.

## Approche formelle
Si l'Édition du Caire est un terme consacré, il existe en réalité deux éditions différentes. Les deux ont fait l'objet de plusieurs tirages :
- La grande mesure 19x27cm et comporte 827 pages. Il y est indiqué comme date de fin d'impression, le 7 ḏū l-ḥiğğa 1342/10 juil. 1924. Elle a été éditée à l'Imprimerie officielle de Boulaq et imprimée à l'office du cadastre de Giza[2]. La post-face précise que le texte du manuscrit a été écrit par al-Haddad, avec l'aide d'autres érudits musulmans sous la supervision du Cheikh d'al-Azhar. La postface est datée de 1919[2].
- La petite possède aussi 827 pages et mesure 15*20 cm. Il s'agit d'une reproduction de la première édition avec seulement quelques nuances dans le texte. Ainsi, le nom du Cheikh d'al-Azhar ayant supervisé l'édition y est donné : Muḥammad Abū l-Faḍl[2].

## Apport
L'édition du Caire n'avait pas pour but l'édition d'une édition critique scientifique du Coran mais visait une unification du texte coranique à des fins pédagogiques. Elle utilise, parmi les sept lectures canoniques, la plus répandue, celle de Hafs d’après ‘Âsim. Le Maghreb et l’Afrique de l'ouest utilisent davantage celle de Warsh d’après Nâfi‘. Cela passait par la mise en avant d'une lecture du Coran. Occultant les variantes, cette édition avalisait de facto "un discours théologique maintenant l'illusion d'un Coran unique, fixé d'un seul tenant sans rapport avec l'histoire progressive de son élaboration".
Contrairement à l'idée reçue, l'édition du Caire n'est pas la seule édition coranique et il existe encore de nos jours des variantes textuelle entre les éditions imprimées. Elle existent au niveau même du rasm. La version du Caire a permis de fixer les numéros de versets. Des variantes existaient jusqu'alors assez souvent, ce qui s'observe dans les traductions de Claude-Étienne Savary et de Kazimirski.

## Réception
Par sa diffusion de masse, cette édition s'est largement imposée dans le monde musulman, « réussissant en définitive à réaliser presque complètement le dessein qui, selon la tradition, avait déterminé la décision du calife Uthmân. ». Elle a été largement diffusée par les imprimerie d'Égypte, du Liban, de Syrie et d'Arabie Saoudite.
L'usage des caractères d'imprimerie a aidé à la diffusion de cette édition même dans les régions utilisant traditionnellement d'autres lectures. À propos de cette édition, Reynolds parle de « textus receptus », Déroche de « vulgate », Larzul de « version officielle ». Azaiez et Mervin explique cette édition avait pour but d’unifier le texte et devient une version officielle Bergsträsser utilise le terme « amtliche » ("officiel")... Faute d'avoir des traces matérielles d'un "Coran uthmanien", concept en lui-même "problématique", "lorsque nous évoquons le problème des variantes coraniques, notre unité de mesure est la vulgate du Caire".
Malgré les exigences d’une approche historico-critique, les études coraniques contemporaines font un usage presque exclusif de cette édition. Bergsträßer, ayant étudié cette édition en 1933, voyait dans la recension de Hafs celle qui permettait, par sa grande diffusion un usage scientifique satisfaisant. Tandis que la recherche islamologique cherchait alors à établir une édition critique du Coran (à l'instar des études bibliques), celui-ci pensait qu'il suffisait de rajouter un apparat critique à l'édition du Caire. Néanmoins, selon Pretzl, l'avancée des recherches a ébranlé la confiance de Bergsträßer envers l'édition du Caire. Dans cette édition, les auteurs se sont basées sur la transmission orale, sur des traités... mais pas sur des manuscrits anciens. Aujourd'hui, il n'existe toujours pas d'édition critique du Coran qui satisfasse aux exigences d'une philologie rigoureuse. Blachère rappelle, à propos d'une édition critique, que « s’il existe un jour, [elle] ne pourra jamais être utilisé par l’islamisant pour ses études particulières puisque l’ensemble de la Loi islamique se fonde sur un texte différent de celui qu’on parviendra à établir… ».